# میرکو سلوی
میرکو سلوی (انگلیسی: Mirko Salvi؛ زادهٔ ۱۴ فوریهٔ ۱۹۹۴) بازیکن فوتبال اهل سوئیس است که در حال حاضر باشگاه فوتبال بازل بازی می‌کند.
از باشگاه‌هایی که در آن بازی کرده است می‌توان به باشگاه فوتبال لوگانو و باشگاه فوتبال بازل اشاره کرد.
وی همچنین در تیم‌های ملی فوتبال زیر ۱۵، ۱۶، ۱۷، ۱۸، ۱۹، ۲۰ و ۲۱ سال سوئیس بازی کرده است.